# Kwak Yoon-gy
Kwak Yoon-Gy, né le 26 décembre 1989 à Séoul, est un patineur de vitesse sur piste courte sud-coréen. Il est médaillé d'argent aux Jeux olympiques de 2010 dans l'épreuve du relais et devient champion du monde toutes épreuves en 2012.

## Biographie
Il s'entraîne jusqu'à sept heures par jour. Il commence le patinage à l'âge de six ans, puis s'y met plus sérieusement pour être en meilleure forme physique. Il considère les patineurs Viktor Ahn et Kim Dong-sung comme ses modèles.

## Carrière

### Jeux olympiques de Vancouver et sanction
Aux épreuves de patinage de vitesse sur piste courte aux Jeux olympiques de 2010, il reçoit une médaille d'argent au relais masculin et arrive quatrième en individuel au 500 mètres.
En 2010, il obtient l'argent pour son classement général en Championnats du monde.
En mai 2010, il est interdit de compétition pour trois ans par la fédération coréenne de patinage pour avoir truqué des résultats de courses. Son coéquipier Lee Jung-su reçoit la même sanction. Après avoir fait appel, leur punition est réduite à six mois chacun d'arrêt, mais leur entraîneur Jeon Jae-Mok reçoit une interdiction définitive d'exercer.
En 2012, il devient champion du monde toutes distances.
En 2013, il se blesse à la cheville et est opéré. Il reprend la compétition un mois après les Championnats du monde.

### Jeux olympiques de Pyeongchang
Le circuit des quatre manches de la Coupe du monde 2017 sert de qualifications aux épreuves de patinage de vitesse sur piste courte aux Jeux olympiques de 2018. À la première manche, Kwak ne participe qu'au relais, avec Seo Yi Ra, Hwang Dae-Heon et Kim Do-Kyoum, et ils arrivent quatrièmes. À la deuxième manche, au 1500 mètres, il remporte la finale B moins d'un dixième de seconde devant l'Américain J.R. Celski et se place septième du classement. C'est la seule distance individuelle à laquelle il participe. Pendant la troisième manche de la Coupe du monde, il ne participe qu'au 1000 mètres en individuel, et prend une pénalité en finale A de la distance, arrivant donc quatrième du classement. Au relais, accompagné de Seo Yi Ra, Kim Do-Kyoum et Park Se-Yeong, il prend la médaille d'argent. Dans la dernière manche, la même équipe (à l'exception de Lim Hyo-jun qui remplace Park Se-yeong) remporte la médaille d'or du relais.